# Кийлов
Кийлов (укр. Кийлів) — село, входит в Бориспольский район Киевской области Украины. Расположено в центральной части Бориспольского района на берегу Днепра (Каневское водохранилище). На севере граничит с селом Вороньков.
Население по переписи 2001 года составляло 556 человек. Почтовый индекс — 08354. Телефонный код — 4595. Занимает площадь 2,003 км². Код КОАТУУ — 3220882903.

## Местный совет
08353, Киевская обл, Бориспольский р-н, с. Головуров, ул. Шевченко, 20